# 羅特萬德山

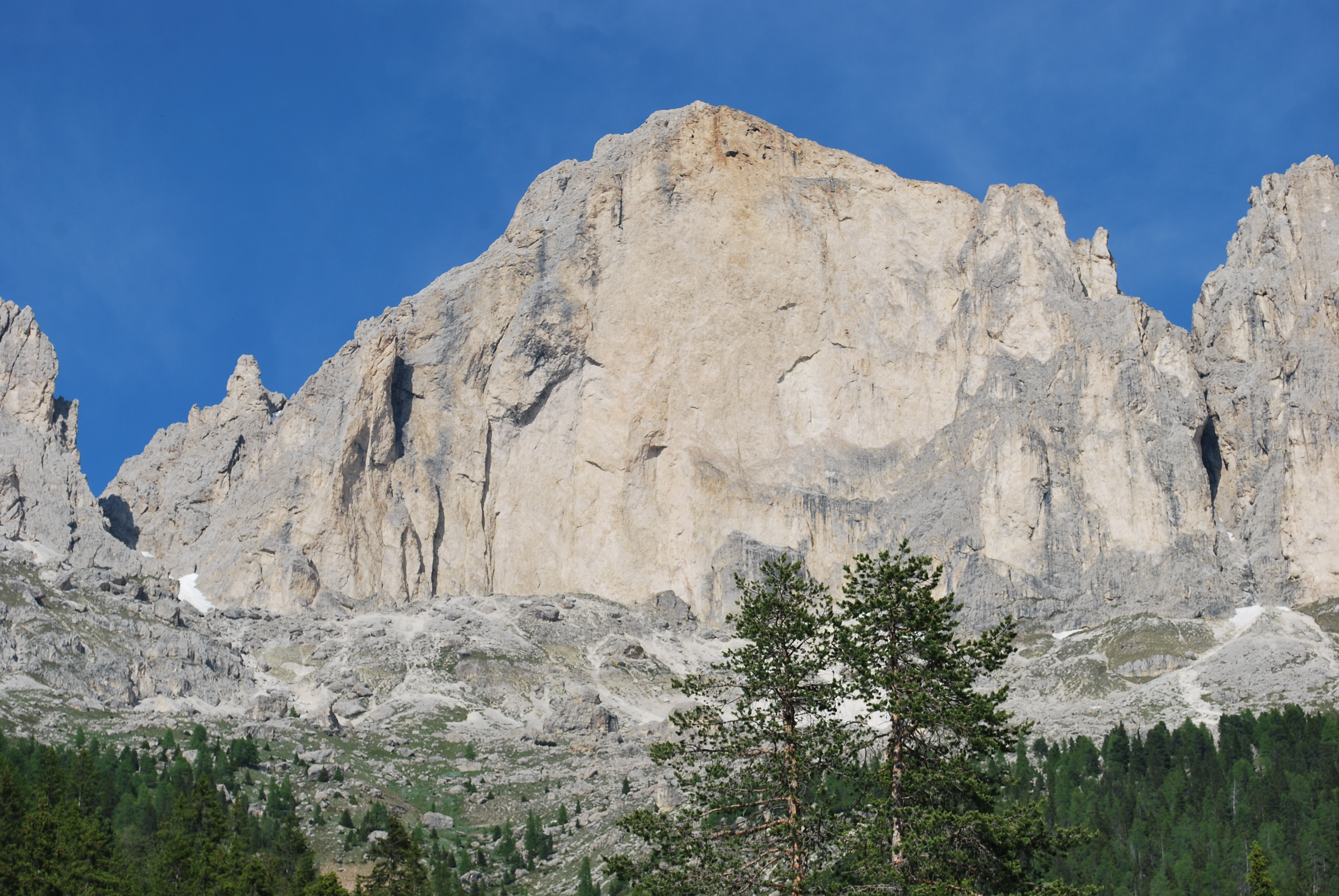

46°25′28″N 11°37′17″E / 46.424325°N 11.621336°E
羅特萬德山（義大利語：Roda di Vaèl），是意大利的山峰，位於該國東北部，處於博爾扎諾-南蒂羅爾自治省和特倫托自治省接壤的邊界，屬於羅森加滕山脈的一部分，海拔高度2,806米。
1. ↑  许佳敏. . 微信公众平台.   [2025-06-30].